# Athysanella incongrua
Athysanella incongrua är en insektsart som beskrevs av Baker 1898. Athysanella incongrua ingår i släktet Athysanella och familjen dvärgstritar. Inga underarter finns listade i Catalogue of Life.